# Gmina Stoszowice
Die Gmina Stoszowice ist eine Landgemeinde im Powiat Ząbkowicki der Woiwodschaft Niederschlesien in Polen. Ihr Sitz ist das Stoszowice (deutsch Peterwitz) mit etwa 1000 Einwohnern.

## Geographie

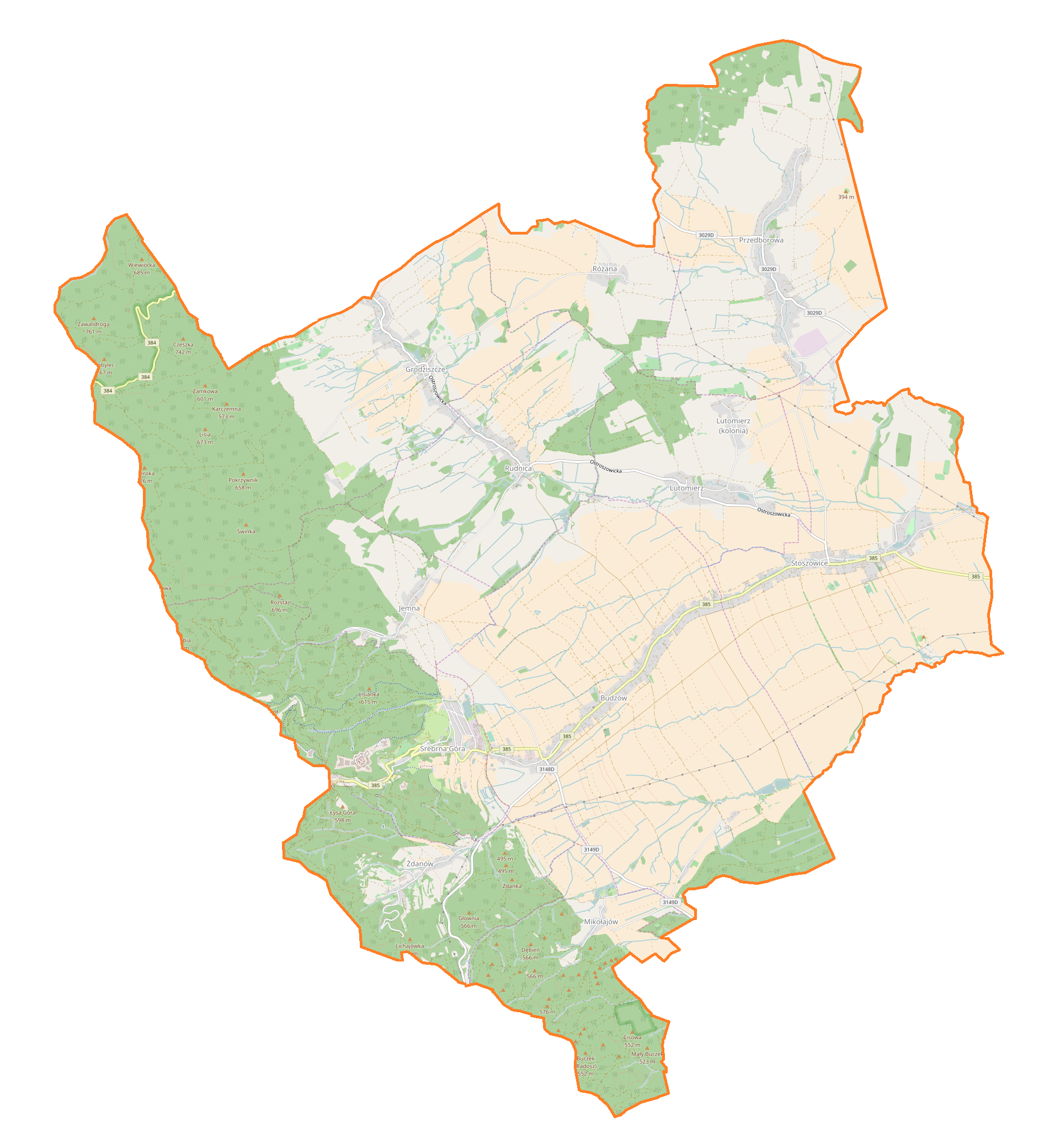
Karte der Gemeinde

Die Gemeinde liegt im Süden der Woiwodschaft Niederschlesien. Breslau liegt etwa 45 Kilometer nördlich. Nachbargemeinden sind Dzierżoniów im Norden, Piława Górna im Nordosten, die Gemeinde der Kreisstadt Ząbkowice Śląskie (Frankenstein) im Osten, Bardo im Südosten, Kłodzko im Südwesten und Nowa Ruda im Westen.
Die Topographie des Gemeindegebiets steigt nach Westen stark an. Die höchste Erhebung ist im Nordwesten der Kobylec (Gaulkappen) mit 767 m n.p.m. Höhe. Er gehört zum Eulengebirge (Góry Sowie). Die Łysa Góra mit 598 Metern im Südwesten gehört zu den nördlichste Bergen des Warthagebirges (Góry Bardzkie). Dagegen hat die Jagnięca (Lämmelberg) bei Stoszowice eine Höhe von 286 Metern. Zu den Fließgewässern gehören zahlreiche Bäche.

## Geschichte

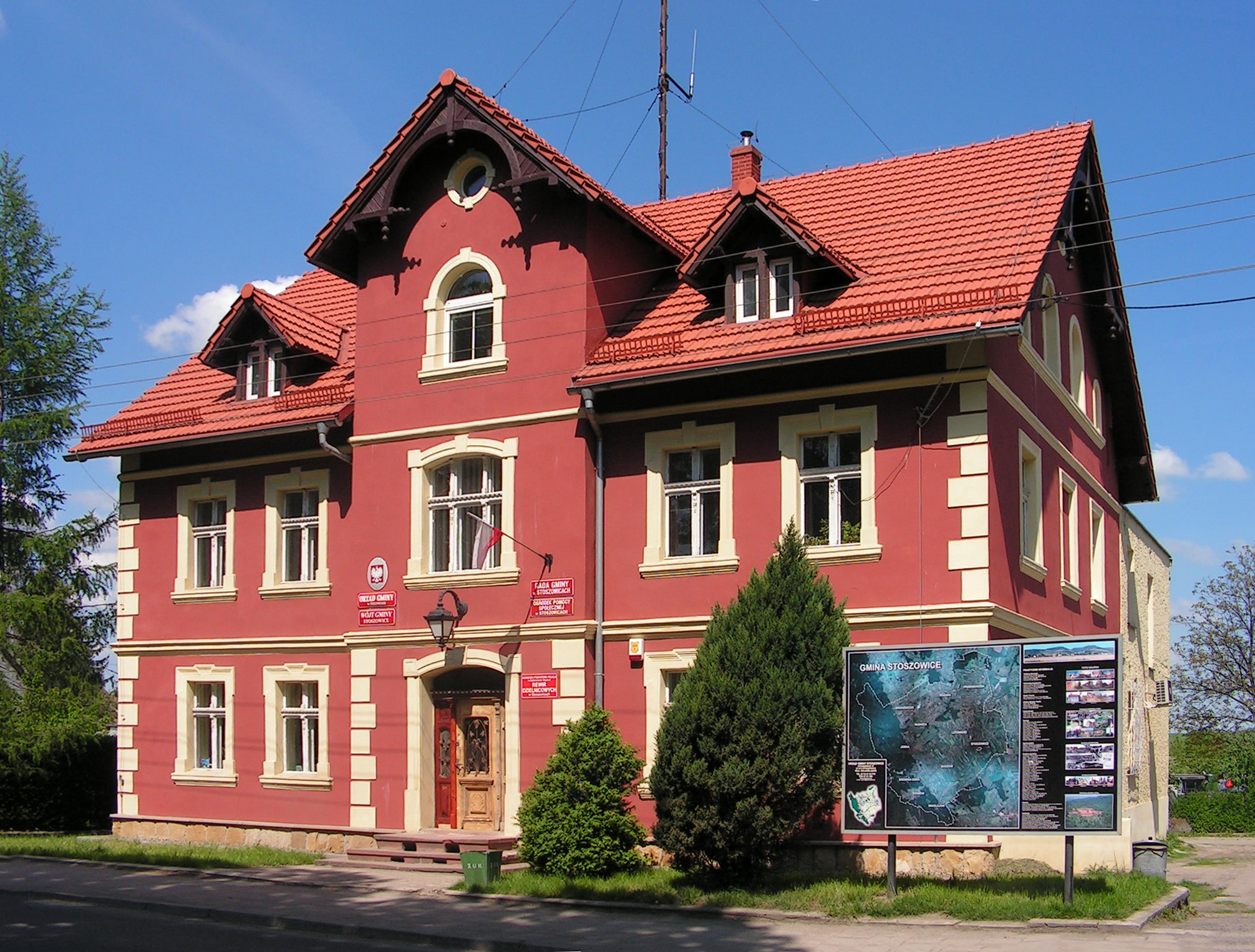
Gemeindeverwaltung

Die Landgemeinde wurde 1973 aus Gromadas wieder gebildet. Sie kam 1975 von der Woiwodschaft Breslau zur Woiwodschaft Wałbrzych, der Powiat wurde aufgelöst. Zum 1. Januar 1999 kam die Gemeinde zur Woiwodschaft Niederschlesien und zum wiedererrichteten Powiat Ząbkowicki.

## Gliederung
Die Landgemeinde (gmina wiejska) Stoszowice besteht aus elf Dörfern mit einem Schulzenamt (sołectwo; deutsche Namen, amtlich bis 1945).
- Budzów (Schönwalde)
- Grodziszcze (Lampersdorf)
- Jemna (Raschdorf)
- Lutomierz (Quickendorf)
- Mikołajów (Niklasdorf)
- Przedborowa (Schönheide)
- Różana (Rosenbach)
- Rudnica (Raudnitz)
- Stoszowice (Peterwitz)
- Srebrna Góra (Silberberg)
- Żdanów (Herzogswalde)

Ortsteile sind die Siedlungen Budzów-Kolonia, Grodziszcze-Kolonia, Lutomierz-Kolonia und Stoszowice-Kolonia.

## Verkehr
Wichtigste Verkehrsachse der Gemeinde ist die Woiwodschaftsstraße DW385. Sie führt von der Kreisstadt Ząbkowice Śląskie nach Nowa Ruda (Neurode) und überquert das Warthagebirge über den Przełęcz Srebrna (Silberbergpass) in 585 m n.p.m. Höhe. Der Nordwesten des Gebiets wird von der DW384 berührt, die das Eulengebirge überquert.
Der nächste internationale Flughafen ist Breslau.